# Noaks ö
Noaks ö (originaltitel: Noah's Island) är en brittisk animerad TV-serie för barn, som visades mellan åren 1997 och 1999 med sammanlagt 39 avsnitt (13 avsnitt per säsong). I Sverige visades den i SVT:s Bolibompa första gången 1998. Serien är löst baserad på Noaks ark.

## Handling
En dag hittar isbjörnen Noak en obebodd ö, vid gränsen till Nordpolen. Ön är flytande, tack vare lavan som blivit kvar efter att en meteorit slog ner i öns vulkan tusentals år tidigare. På ön hittar han två mammutar, som överlevt ifrån utrotningen och istället varit frusna under istiden. Noak blir öns ledare och får höra om en plats på jorden som förutom ön själv är helt obebodd, en plats som människan än så länge inte har beslagtagit.
Samtidigt råkar ett fartyg fullt med djur, som ska till ett zoo, ut för en hemsk storm, där fartyget till slut kapsejsar och flera djur dör. De flesta lyckas dock överleva stormen, och spolas iland på den ö som blir mer känd under namnet Noaks ö.

### Karaktärer
- Noak är seriens huvudkaraktär, en älskvärd och aningen excentrisk isbjörn som alla djur betraktar som sin ledare och den flytande öns kapten. När djuren behöver hjälp med någonting vänder de sig ofta till honom. Han är väldigt ambitiös och idealistisk och han önskar mer än någonting annat att hitta ett säkert ställe där ön kan ligga och har ett bra vänskapsband med näbbmusen Sacha. Noaks röst gjordes av Dan Ekborg.
- Sacha är den osjälviske, charmige och lojale desmanråttan som alltid ställer upp som assistans om någon behöver hjälp, men som ignoreras av de flesta av djuren, förutom av Noak som han har en djup vänskap med. Innan Sacha kom till ön levde han på en cirkus och han har en dröm att få sätta upp en egen cirkus på ön. Sachas röst gjordes av Jörgen Lantz.
- Carmen är ett jordsvin som alltid tycks tala genom sin långa nos. Hon och Sacha är bra vänner och hon har en glupsk förkärlek till termiter och andra jordlevande insekter. Carmens röst gjordes av Annica Smedius.
- Rocko är en västlig låglandsgorilla som är öns botare och veterinär eftersom han har haft erfarenhet av sådant från zooet han levde på innan. Rocko sörjer fortfarande förlusten av sin gorillahona som drunknade i båtolyckan, men när Sussi dyker upp kommer han på andra tankar. Rockos röst gjordes av Steve Kratz.
- Sussi är en annan gorilla som Noak och Kvalrossen räddade från ett havererat flygplan på öns strand. Sussi är den som har mest kunskap av människor bland djuren på ön, hon har lärt sig genom att titta på TV på det zoo hon bodde på innan hon kom till ön. Det är också Sussi som får Rocko att komma över sorgen från hans förlorade gorillahona och de får även en dotter tillsammans i slutet. Sussis röst gjordes av Malin Berghagen.
- Rummela är den godhjärtade, men också ganska stränga kängurun som efter att ha tagit sjuka känguruungar innan hon hamnade på zoo är Rockos medhjälpare som öns botare och därför öns sjuksköterska. Rummelas röst gjordes av Sharon Dyall
- Nicke är en ganska uppblåst och arrogant mandrill som har en ouppnåelig dröm att bli mer lik sina människosläktingar och går därför ofta på två ben. Han och Rocko är bra vänner men det mesta av hans tid går åt att ta hand om sina "hundar" som egentligen är två fullvuxna hyenor. Nickes röst gjordes av Reine Brynolfsson.
- Klumpe-Rumpen är en urgammal och ganska tankspridd mammut som är upp över öronen förälskad i Salome och vill inget mer än annat att gifta sig med henne och det är inte förrän i andra säsongen han vågar till att berätta det för henne när de står på dödens rand men de båda klarade sig. Han sköter även hissen ner i öns innandöme till maskinisten Nabb. Klumpe-Rumpens röst av Hans Wahlgren.
- Salome är även hon en urgammal mammut men betydligt mer skarpsint än Klumpe-Rumpen. Hon är oftast inuti öns grottsystem och målar grottmålningar på dess väggar. Det är hennes far som ritat kartan till Diamantina. Salomes röst gjordes av Irene Lindh.
- Kvalrossen är en vanlig valross som är öns psykolog för djuren som ofta går med sina bekymmer till honom. När han inte gör det ligger han bara på stranden och latar sig i solen. Kvalrossens röst gjordes av Charlie Elvegård.
- Jesper är en näsapa som bara talar som en riktig apa och därför så tolkas han via de andra karaktärernas röster. Jesper arbetar som utkik åt Noak.
- Nabb är en orangutang som är öns chefsmaskinist som är Jespers farbror. (Vilket inte kan stämma när Jesper är en näsapa och Nabb orangutang) Nabbs röst gjordes av Niklas Wahlgren.
- Ursula är en domderande brunbjörn som är bästa vän med Chang. Hon är också väldigt förtjust och lite förälskad i Noak. Ursulas röst gjordes av Malin Berghagen.
- Chang är en ganska skygg panda som är bästa vän med Ursula. Under andra säsongen så får man reda på att hon kan hypnotisera vilket kommer till nytta för Rocko och Rummela i sjukhusklippan för att kunna söva djuren för operation och för att bedöva djuren för enklare ingrepp. Changs röst gjordes av Annica Smedius.
- Vombert är en vombat som kom till ön från Australien när de skulle rädda några guldhamstrar. Vombert är en ganska energisk och hyperaktiv som inte har någon förståelse för fara och är också väldigt våghalsig i sina handlingar. Vomberts röst gjordes av Hans Wahlgren.
- Han är en av gamarna i Gampatrullen som kallas Han efter att han gifte sig med Gampatrullens gruppbefäls dotter. Han säger aldrig någonting under serien.
- Chuckie är Hans och Kerstins tysta och blyga son som Sacha galet nog adopterar till sin systerson.
- Gruppbefälet är Gampatrullens eldiga ledare som efter att ha flugit rakt in i solen i ett avsnitt blivit blind. Det som skiljer honom från de andra gamarna, är att han har två fjädrar löst hängande från sitt huvud. Gruppbefälets röst gjordes av Steve Kratz.
- Kerstin är Gruppbefälets dotter och gift med Han och har sonen Chuckie med honom. Kerstins röst gjordes av Annica Smedius.
- Do-Do är en galen liten dront som föddes ur ett av de ägg som Kerstin ruvade på. Do-Dos röst gjordes av Niklas Wahlgren.
- Morfar är en 100 år gammal elefant som kom till ön med sin dotterson från Afrika och medverkade i bara några få avsnitt innan han dör. Morfars röst gjordes av Hans Wahlgren.
- Sputnik är en elefantunge som kom till ön från Afrika med sin morfar som efter bara några avsnitt dog och efter det lever han med sina extremt avlägsna släktingar Salome och Klumpe-Rumpen. Sputniks röst gjordes av Lucas Krüger.
- Spetsnos är en noshörning med tre horn som jobbar inne i öns kärna och sköter magmatillförseln. Han säger ingenting annat än "Bom Bom Bom Bidde-Bidde Bop Bop". De få replikerna gjorde Steve Kratz.
- Fiffi är en snobbig pudel som kom till ön efter att ha spolats upp på öns strand med en stor glassig båt efter en storm. Hon bor med Nicke och hon är en av hans största skatter. Fiffis röst gjordes av Malin Berghagen.
- Hoppis är Noaks allra bästa vän på ön som är en kanin, han talar inte utan kommunicerar med kroppsspråk som att stampa med foten i marken.

## Citat
Ett mycket känt citat föddes fram i TV-serien;
- Ojski Bojski Kaptenski (Hoysky-Poysky på engelska). Karaktären Sasha i serien, brukade ofta säga det.
1. ↑  hämtat från: engelskspråkiga Wikipedia.[källa från Wikidata]